# 原美樹子
原美樹子（はら みきこ、1967年 - ）は日本の写真家。1930年代製のドイツのクラシックカメラを使い、ファインダーを覗かない「ノー・ファインダー」という技法でスナップショットを撮影する。

## 略歴
- 1967年、富山県生まれ
- 1990年、慶應義塾大学文学部卒業
- 1994年、東京綜合写真専門学校第二学科卒業
- 1996年、東京綜合写真専門学校研究科卒業
- 1996年、第13回キヤノン写真新世紀展佳作
- 1996年、第8回ひとつぼ展入選
- 2017年、写真集『Change』で第42回木村伊兵衛写真賞受賞

## 展覧会

### 個展
- 「Is As It」（ギャラリー・ル・デコ、東京、1996年11月18日〜24日）
- 「Agnus Dei」（銀座ニコンサロン、東京、1998年6月2日〜8日）
- 「うつろの製法」（新宿コニカプラザ東ギャラリー、東京、2001年3月1日〜9日）
- 「うつろの製法」（The Third Gallery Aya、大阪、2001年12月3日〜15日）
- 「発語の周縁」（ガーディアン・ガーデン、東京、2004年7月12日〜22日）
- 「hysteric Thirteen出版記念展」（PLACE M、東京、2005年8月29日〜9月4日）
- 「Humoresque」（appel、東京、2006年9月30日〜10月19日）

### グループ展
- 「L'INCONSCIENCE ET LES REGARDS」（アルル、フランス、1997年7月）（オフ）
- 「写真の仕草・展」（SOKO Gallery、東京、1998年10月23日〜11月1日）
- 「プライベートルーム2ーー新世代の写真表現」展（水戸芸術館現代美術センター、茨城、1999年4月3日〜6月6日）に「primary speaking」を出品
- 「JAPAN - Keramik und Fotografie - Tradition und Gegenwart」展（Deichtorhallen、ハンブルク、2003年1月31日〜5月4日）
- 「平遥国際写真フェスティバル」（平遥、中国、2004）
- 「日常からの旅」展（新宿エプサイト、東京、2005年11月9日〜12月18日）に「Obsessive Words」を出品
- 「私のいる場所：新進作家展vol.4ーーゼロ年代の写真論」展（東京都写真美術館、2006年3月11日〜4月23日）

## 写真集
- 『hysteric Thirteen Hara Mikiko』(ヒステリックグラマー、2005年）
- 『Change』（The Gould Collection、2016年）